# Daega-myeon, Goseong-gun
Daega-myeon (koreanska: 대가면) är en socken i kommunen Goseong-gun i provinsen Södra Gyeongsang i den södra delen av Sydkorea, 305 km söder om huvudstaden Seoul.